# Сосницкий район
Со́сницкий райо́н (укр. Сосницький район) — упразднённая административная единица на востоке центральной части Черниговской области Украины. Административный центр — посёлок городского типа Сосница. Район граничит с Новгород-Северским,Борзнянским, Менским, Корюковским, Коропским районами Черниговской области.

## География
Площадь 916 км². Расстояние от райцентра до областного центра по автодорогам составляет 92 км.

## История
Район образован в 1935 году. 30 ноября 1960 года к Сосницкому району были присоединены части территорий упразднёных Корюковского (восстановлен 8 декабря 1966 года) и Холминского районов. 17 июля 2020 года в результате административно-территориальной реформы вошёл состав Корюковского района.

## Демография
Население на 01.01.2006 г. — 22 700 жителей, в том числе в городских условиях проживают около 8 тыс. Всего насчитывается 43 населённых пункта.

## Населённые пункты
В составе района находится 43 населённых пунктов, в том числе 41 село, один посёлок (Малая Бондаревка) и один посёлок городского типа (Сосница). В системе местного самоуправления имеется один поселковый совет и 18 сельских советов.
| № п/п | Населённого пункта | Административно-территориальная единица |
| ----- | ------------------ | --------------------------------------- |
| 1     | Авдеевка           | Авдеевский сельский совет               |
| 2     | Анновка            | Сосницкий поселковый совет              |
| 3     | Бондаревка         | Бутовский сельский совет                |
| 4     | Бутовка            | Бутовский сельский совет                |
| 5     | Великое Устье      | Великоустьевский сельский совет         |
| 6     | Волынка            | Волынковский сельский совет             |
| 7     | Гай                | Ольшановский сельский совет             |
| 8     | Гапишковка         | Загребельский сельский совет            |
| 9     | Гутище             | Спасский сельский совет                 |
| 10    | Долинское          | Великоустьевский сельский совет         |
| 11    | Загребелье         | Загребельский сельский совет            |
| 12    | Зметнев            | Зметневский сельский совет              |
| 13    | Киреевка           | Киреевский сельский совет               |
| 14    | Кнуты              | Пекаревский сельский совет              |
| 15    | Козляничи          | Козляничский сельский совет             |
| 16    | Конятин            | Конятинский сельский совет              |
| 17    | Костырев           | Пекаревский сельский совет              |
| 18    | Кудровка           | Кудровский сельский совет               |
| 19    | Купчичи            | Зметневский сельский совет              |
| 20    | Лавы               | Лавский сельский совет                  |
| 21    | Лозовая            | Лавский сельский совет                  |
| 22    | Ляшковцы           | Кудровский сельский совет               |
| 23    | Малая Бондаревка   | Бутовский сельский совет                |
| 24    | Малое Устье        | Сосницкий поселковый совет              |
| 25    | Масалаевка         | Загребельский сельский совет            |
| 26    | Матвеевка          | Матвеевский сельский совет              |
| 27    | Ольшаное           | Ольшановский сельский совет             |
| 28    | Пекарев            | Пекаревский сельский совет              |
| 29    | Полевое            | Бутовский сельский совет                |
| 30    | Полесье            | Матвеевский сельский совет              |
| 31    | Прогоны            | Зметневский сельский совет              |
| 32    | Рудня              | Козляничский сельский совет             |
| 33    | Свирок             | Хлопяникский сельский совет             |
| 34    | Синютин            | Пекаревский сельский совет              |
| 35    | Сосница            | Сосницкий поселковый совет              |
| 36    | Сосновка           | Хлопяникский сельский совет             |
| 37    | Спасское           | Спасский сельский совет                 |
| 38    | Старобутовка       | Бутовский сельский совет                |
| 39    | Филоновка          | Спасский сельский совет                 |
| 40    | Хлопяники          | Хлопяникский сельский совет             |
| 41    | Чернотичи          | Чорнотичский сельский совет             |
| 42    | Шаболтасовка       | Шаболтасовский сельский совет           |
| 43    | Якличи             | Спасский сельский совет                 |